# Daniel Vega Cintas
Daniel Vega Cintas (Mérida, Badajoz, 11 de enero de 1997) más conocido como Dani Vega, es un futbolista español que juega de centrocampista en el Real Murcia Club de Fútbol de la Primera Federación.

## Trayectoria
Su carrera deportiva comenzó en la cantera del Real Valladolid y en la temporada 2014-15 formaría parte de la plantilla de su filial de la Segunda División B de España con apenas 17 años. 
El 15 de octubre de 2014, Vega jugó su primer partido con el primer equipo del Real Valladolid, en una victoria en casa por 2-0 sobre el Girona FC por la Copa del Rey.
Tras cuatro temporadas en el Real Valladolid Club de Fútbol Promesas, en 2018 firma por el Real Club Celta de Vigo "B" de la Segunda División B de España. En las filas del filial gallego disputa 39 partidos en los que anota 4 goles en una temporada y media.
El 23 de enero de 2020, firma por la Unión Deportiva Melilla de la Segunda División B de España.
El 12 de agosto de 2020, firma por la Extremadura Unión Deportiva de la Segunda División B de España.
El 25 de enero de 2021, firma cedido por lo resta de temporada por el CF Lorca Deportiva de la Segunda División B de España.
El 15 de julio de 2021, firma por el CD Alcoyano de la Primera Federación, con el que disputó 38 encuentros, realizando tres tantos.
El 2 de julio de 2022, firma por el Real Murcia Club de Fútbol de la Primera Federación por una temporada.

## Clubes
| Club                                    | País    | Año       |
| --------------------------------------- | ------- | --------- |
| Real Valladolid Club de Fútbol Promesas | España  | 2014-2018 |
| Real Club Celta de Vigo "B"             | España  | 2018-2019 |
| Unión Deportiva Melilla                 | España  | 2020      |
| Extremadura Unión Deportiva             | España  | 2020-2021 |
| CF Lorca Deportiva (cedido)             | España  | 2021      |
| Club Deportivo Alcoyano                 | España  | 2021-2022 |
| Real Murcia Club de Fútbol              | España  | 2022-2024 |
| Polonia Varsovia                        | Polonia | 2024-act. |